# Alibegovci
Alibegovci (en cyrillique : Алибеговци) est un village de Bosnie-Herzégovine. Il est situé dans la municipalité d'Usora, dans le canton de Zenica-Doboj et dans la fédération de Bosnie-et-Herzégovine. Selon les premiers résultats du recensement bosnien de 2013, il compte 1 212 habitants.
Avant la guerre de Bosnie-Herzégovine, le village faisait partie de la municipalité de Doboj.

## Géographie
Le village est situé bord de la rivière Usora, un affluent gauche de la Bosna.

## Démographie

### Évolution historique de la population dans la localité
| 1948 | 1953 | 1961 | 1971  | 1981  | 1991  | 2013  |
| ---- | ---- | ---- | ----- | ----- | ----- | ----- |
| -    | -    | 991  | 1 200 | 1 344 | 1 440 | 1 212 |

|  |